# Bitwa w zatoce Leyte
Bitwa w zatoce Leyte – największa w historii bitwa powietrzno-morska stoczona w dniach 23–26 października 1944 roku między japońską Połączoną Flotą a amerykańską Flotą Pacyfiku. Zmagania składały się z czterech głównych części: bitwy na morzu Sibuyan, podczas której samoloty z amerykańskich lotniskowców uderzyły na japoński główny zespół floty i zatopiły superpancernik „Musashi”, bitwy u przylądka Engaño – podczas której amerykańskie lotnictwo pokładowe zniszczyło zespół japońskich lotniskowców służących w charakterze przynęty, bitwy w cieśninie Surigao – podczas której amerykańskie i japońskie pancerniki stoczyły ostatnią bezpośrednią walkę w historii tej klasy okrętów oraz bitwy pod Samar, w trakcie której japoński zespół zaatakował amerykańskie lotniskowce eskortowe i został pokonany przez mniejsze siły amerykańskie.
Pokonana w zatoce Leyte marynarka japońska nie odzyskała już nigdy swojej świetności. Ta przegrana oznaczała też ostateczne fiasko japońskiej strategii zakładającej pokonanie i zniszczenie floty wojennej Stanów Zjednoczonych w jednej wielkiej bitwie.

## Siły japońskie
20 października 1944 roku wojska amerykańskie wylądowały na wulkanicznej wyspie Leyte na Filipinach, leżącej obok zatoki o tej samej nazwie (zatoka Leyte). Ta akcja była początkiem ofensywy mającej za zadanie wyparcie wojsk japońskich z terytorium Filipin. W międzyczasie okręty artyleryjskie ostrzeliwały tę i inne wyspy, na których również zamierzano wysadzić desant, a samoloty z lotniskowców dokonywały nalotów na lotniska. W ciągu kilku dni wojska amerykańskie osiągnęły dość znaczne zyski w terenie, spychając Japończyków coraz dalej w głąb lądu. Wiadomość o tym wydarzeniu dotarła do admirała Soemu Toyody, głównodowodzącego cesarską flotą japońską, który po konsultacji ze sztabem generalnym, wydał rozkaz rozpoczęcia operacji.
Japończycy szykowali do bitwy flotę podzieloną na cztery zespoły mające koordynować swoje działania, mimo iż ich akweny działania były dość odległe. Poszczególnymi grupami okrętów dowodzili:
- wiceadmirał Takeo Kurita dowodzący całym zespołem i operacją, pod jego bezpośrednią komendą znajdowały się superpancerniki „Yamato” i „Musashi”, starszej daty pancerniki „Kongō”, „Haruna” i „Nagato”, oprócz tego krążowniki ciężkie „Atago”, „Takao”, „Chōkai”, „Suzuya”, „Kumano”, „Myōkō”, „Maya”, „Haguro”, „Tone” i „Chikuma” ubezpieczane przez krążowniki lekkie „Yahagi” i „Noshiro” wraz z eskortą składającą się z piętnastu niszczycieli. Zespół stacjonował na kotwicowisku Lingga u wybrzeży Sumatry.
- wiceadmirał Shōji Nishimura dowodzący zespołem wydzielonym z sił głównych wiceadmirała Kurity i składającym się ze starszych pancerników „Fusō” i „Yamashiro”, krążownika ciężkiego „Mogami” oraz czterech niszczycieli eskorty; okręty te stacjonowały wraz z zespołem wiceadmirała Kurity.
- wiceadmirał Kiyohide Shima dowodzący zespołem składającym się z krążowników ciężkich „Nachi” i „Ashigara”, lekkiego „Abukuma” i czterech niszczycieli. Wraz z zespołem adm. Ozawy kotwiczył na wodach Wewnętrznego Morza Japońskiego.
- wiceadmirał Jisaburō Ozawa mający pod swym dowództwem cztery lotniskowce, w tym ostatniego weterana z ataku na Pearl Harbor – „Zuikaku” oraz lekkie lotniskowce „Zuihō”, „Chitose” i „Chiyoda”, dwa pancerniko-lotniskowce „Ise” i „Hyūga”. Te ostatnie były to okręty o małej wartości bojowej, nie mogły działać ani jako „prawdziwe” lotniskowce, jako że samoloty nie mogły na nich lądować, a tylko z nich startować, ani jako klasyczne pancerniki, jako że ograniczone uzbrojenie artyleryjskie było stosunkowo słabe, zaś korzystanie z niego, z powodu konieczności ustawienia pokładu startowego i hangarów dla samolotów, było utrudnione. Oprócz tego w zespole znajdowały się trzy krążowniki lekkie: nowoczesny „Ōyodo” i dwa starsze „Isuzu” i „Tama” wraz z eskortą ośmiu niszczycieli.

## Siły amerykańskie
Siły amerykańskie, pod ogólnym dowództwem adm. Williama Halseya, były w tym rejonie znacznie większe, choć trochę bardziej rozrzucone. W ich skład wchodził zespół admirała Oldendorfa mający 6 starych, lecz zmodernizowanych pancerników, cztery ciężkie i tyle samo lekkich krążowników eskortowanych przez dwadzieścia osiem niszczycieli, a także zespół kutrów torpedowych typu PT w sile 45 jednostek.
Na siły lotnicze składały się: zespół lotniskowców pod dowództwem wiceadm. Marca A. Mitschera (38 zespół operacyjny) i zespół lotniskowców eskortowych kontradm. Thomasa L.Sprague’a strzegących wejścia do zatoki Leyte.

## Plany japońskie
Plan zakładał, że siły admirała Ozawy wystawią się na uderzenia amerykańskiego lotnictwa pokładowego na północy i w ten sposób odciągną uwagę Amerykanów od głównego zespołu wiceadmirała Kurity. Zakładano, że zespół admirała Ozawy może ulec całkowitemu zniszczeniu. Japończycy zagrali odważnie, licząc, iż ten wielki gambit przyniesie im upragnione zwycięstwo.
W tym czasie ciężkie okręty nawodne miały wkroczyć do akcji i rozgromić flotę inwazyjną. Wartym zauważenia jest tu fakt, że Japończycy przyznali się sami przed sobą, że ich lotnictwo pokładowe nie stanowi już realnej siły bojowej w starciu z flotą amerykańską z uwagi na braki wyszkolonego personelu lotniczego oraz słabsze osiągi samolotów. Dlatego też postanowiono użyć lotniskowców jako przynęty, a nie głównej siły uderzeniowej. Było to niejako odwrócenie planów z I bitwy na Morzu Filipińskim, gdzie zespół wiceadmirała Kurity wystawił się na ciosy, aby lotniskowce japońskie mogły spokojnie wyprowadzić powietrzne ataki. Liczono przede wszystkim na zniszczenie amerykańskich lotniskowców. Japończycy doskonale zdawali sobie sprawę z potęgi amerykańskiego przemysłu i wiedzieli, że zniszczenie samej tylko floty inwazyjnej nie dałoby wiele, co najwyżej odroczyło klęskę – celem musiały stać się lotniskowce. Plan zakładał wzięcie sił amerykańskich w kleszcze pomiędzy grupy Kurity i Nishimury z różnych stron.
Nadchodząca bitwa była ostatnią nadzieją cesarstwa. Wiadomo było, że przegrana oznaczać będzie ostateczną klęskę Japonii, przegrywającej w toczącej się od prawie trzech lat wojnie. Admirał Soemu Toyoda, głównodowodzący połączoną flotą cesarską, wyraził się jednoznacznie o nadchodzącej bitwie i obawach z nią związanych:
„Jeśli zostaniemy pobici na Filipinach, to nawet gdyby nam pozostała flota, południowe źródła zaopatrzenia zostałyby odcięte. Nawet gdyby flota wróciła na wody japońskie to nie można by jej zaopatrywać w paliwo. Pozostawiona na południu nie mogłaby być zaopatrzona w środki walki i amunicję. Byłoby bez sensu utracić Filipiny i zachować flotę”.

## Przebieg bitwy

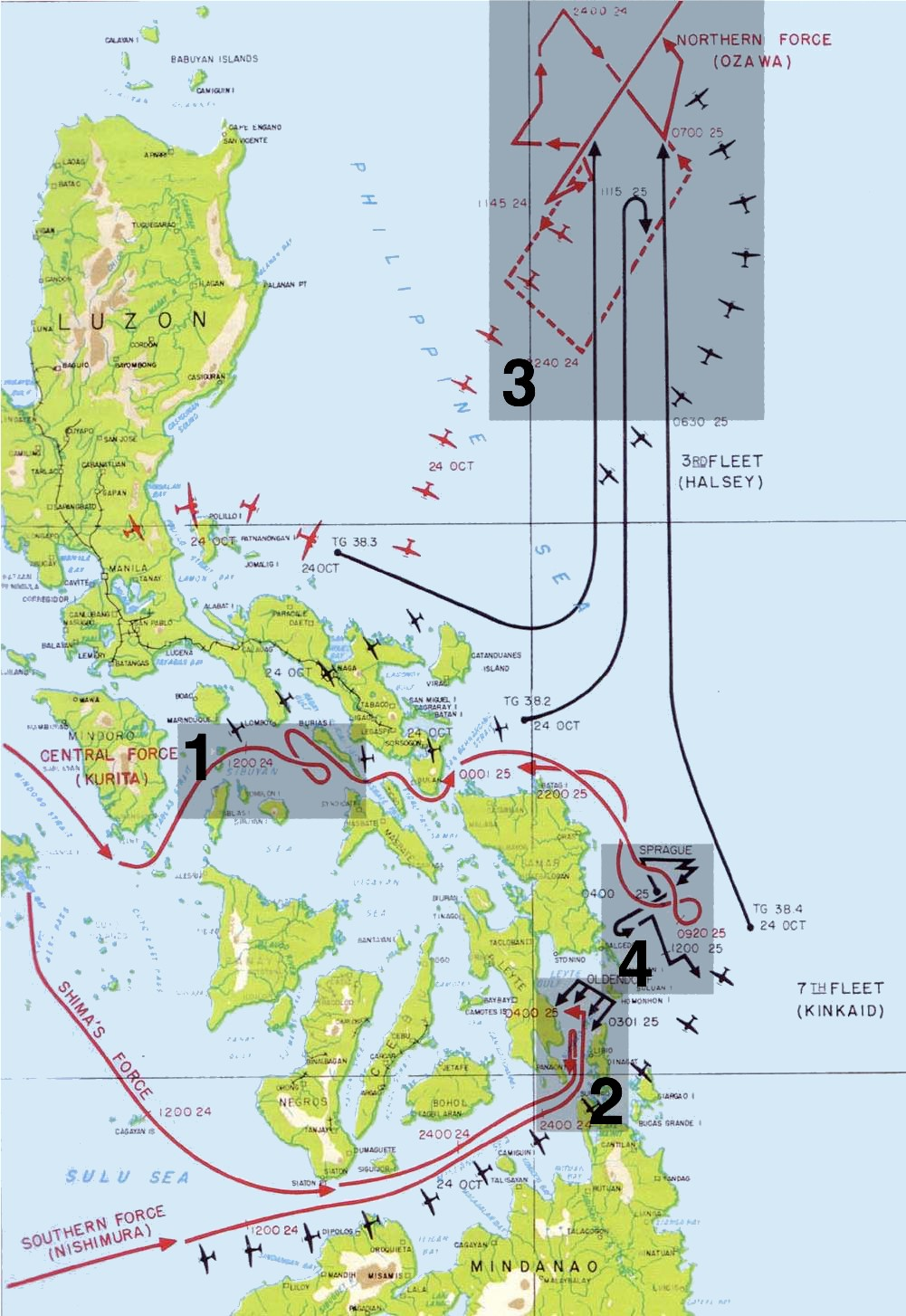
Mapa obszaru bitwy, z zaznaczonymi miejscami poszczególnych starć:
1. bitwa na morzu Sibuyan
2. bitwa w cieśninie Surigao
3. bitwa koło Przylądka Engaño
4. bitwa koło wyspy Samar
Na czerwono zaznaczone manewry zespołów japońskich

Bitwa ta zyskała miano poczwórnej bitwy, składała się w istocie z czterech prawie że oddzielnych potyczek. Mimo że jest powszechnie znana jako bitwa w zatoce Leyte, siły japońskie nadchodziły z różnych stron i w różnych miejscach na wodach Filipin ścierały się z okrętami i samolotami amerykańskimi.

### Bitwa na morzu Sibuyan
Zespół wiceadmirała Kurity podniósł kotwicę i ruszył w morze z kotwicowiska Lingga 22 października o 8:00 rano. Miał za zadanie dopłynąć do zatoki Leyte w okolicach 25 października i po wcześniejszym spotkaniu z zespołami wiceadm. Shimy i kadm. Nishimury wspólnie atakować amerykańskie okręty. Zagrożeniem było z jednej strony amerykańskie lotnictwo pokładowe, mogące zadać bardzo dotkliwe straty, a z drugiej to, że okręty dotrą do zatoki Leyte 25 października, czyli tydzień po lądowaniu Amerykanów. Dowódcy japońscy obawiali się o honor marynarki – wiedzieli, że w tym czasie zastaną tam głównie puste barki desantowe, ewentualnie okręty zaopatrzeniowe. Planowano więc równocześnie ataki okrętów nawodnych na lotniskowce amerykańskie, jeśli nadarzyłaby się taka okazja. Aby dopłynąć w rejon działań bojowych, zespół Kurity musiał przepłynąć przez cieśninę Palawan, a tu już czekała na niego pierwsza niemiła niespodzianka. Amerykanie zostawili w tym rejonie okręty podwodne USS „Darter” i USS „Dace”. To im przypadła rola ostrzeżenia przed nadchodzącymi Japończykami i zadania im pierwszych strat. Odpalone przez nie z zaskoczenia torpedy zatopiły flagowy okręt Kurity – krążownik ciężki „Atago” i jego siostrzaną jednostkę krążownik „Maya”. W wyniku ataku ciężko uszkodzony został krążownik „Takao”. Po tych stratach japoński zespół stracił swój podstawowy atut, jakim było zaskoczenie, co więcej plan już wtedy niejako nie udał się, gdyż zespół został dostrzeżony wcześniej, niż przynęta adm. Ozawy.
Lotniskowce amerykańskie prawie natychmiast po otrzymaniu informacji rzuciły samoloty do ataku. Pierwsi wszakże z powietrza zaatakowali Japończycy z lotnisk lądowych na Luzonie, atakując grupę czterech lotniskowców adm. Teda Shermana (duże lotniskowce „Essex” i „Lexington”) oraz lekkie („Princeton” i „Langley”). Japońscy lotnicy ponieśli ogromne straty na skutek przeciwdziałania myśliwców pokładowych, lecz gdy wydawało się, że atak został odparty, niebo było czyste, a radar nie wykazywał żadnych obcych maszyn, ok. 9.39 z chmury znurkował pojedynczy bombowiec nurkujący D4Y Suisei (Judy) i trafił bombą w pokład lotniskowca „Princeton”. Bomba eksplodowała w piekarni okrętowej, a płomienie szybko dotarły do pokładu hangarowego, gdzie stało sześć samolotów torpedowych, które natychmiast zajęły się ogniem. Zaczęły się wewnętrzne eksplozje i wiadomo było, że okręt jest skazany na zagładę. Co więcej, gdy do jego burty podszedł krążownik „Birmingham”, aby pomóc w zwalczaniu pożaru i przejąć część załogi, nastąpiła potężna eksplozja. Marynarze na pokładzie krążownika zginęli lub zostali ciężko ranni (łącznie 299 zabitych, 420 rannych, czyli dużo więcej, niż na samym lotniskowcu, który utracił 108 zabitych i zaginionych oraz 190 rannych). „Princeton” zatonął dobity tego samego dnia torpedami własnych okrętów.
Samoloty amerykańskie rzucone do ataku na okręty japońskie osiągnęły spory sukces. W czasie 259 lotów bojowych przeciwko okrętom wiceadm. Kurity stracono łącznie 29 maszyn, zatopiono natomiast dumę japońskiej floty, superpancernik „Musashi” (tego samego typu co „Yamato”) i uszkodzono kilka innych. Po wykonaniu ataków na zespół centralny, jak określano siły nawodne wiceadm. Kurity, zostały wykryte siły lotniskowców adm. Ozawy. Zespół ten został uznany przez adm. Halseya za większe zagrożenie i zdecydował się on na zwrot w kierunku nowego przeciwnika. Uznał dodatkowo, że siły japońskie zostały tak mocno poturbowane na Morzu Sibuyan, że straciły wartość bojową, i że w tej sytuacji należy skierować swoje siły przeciwko wykrytemu zespołowi lotniskowców adm. Ozawy. Tak też uczyniono.

### Bitwa w cieśninie Surigao

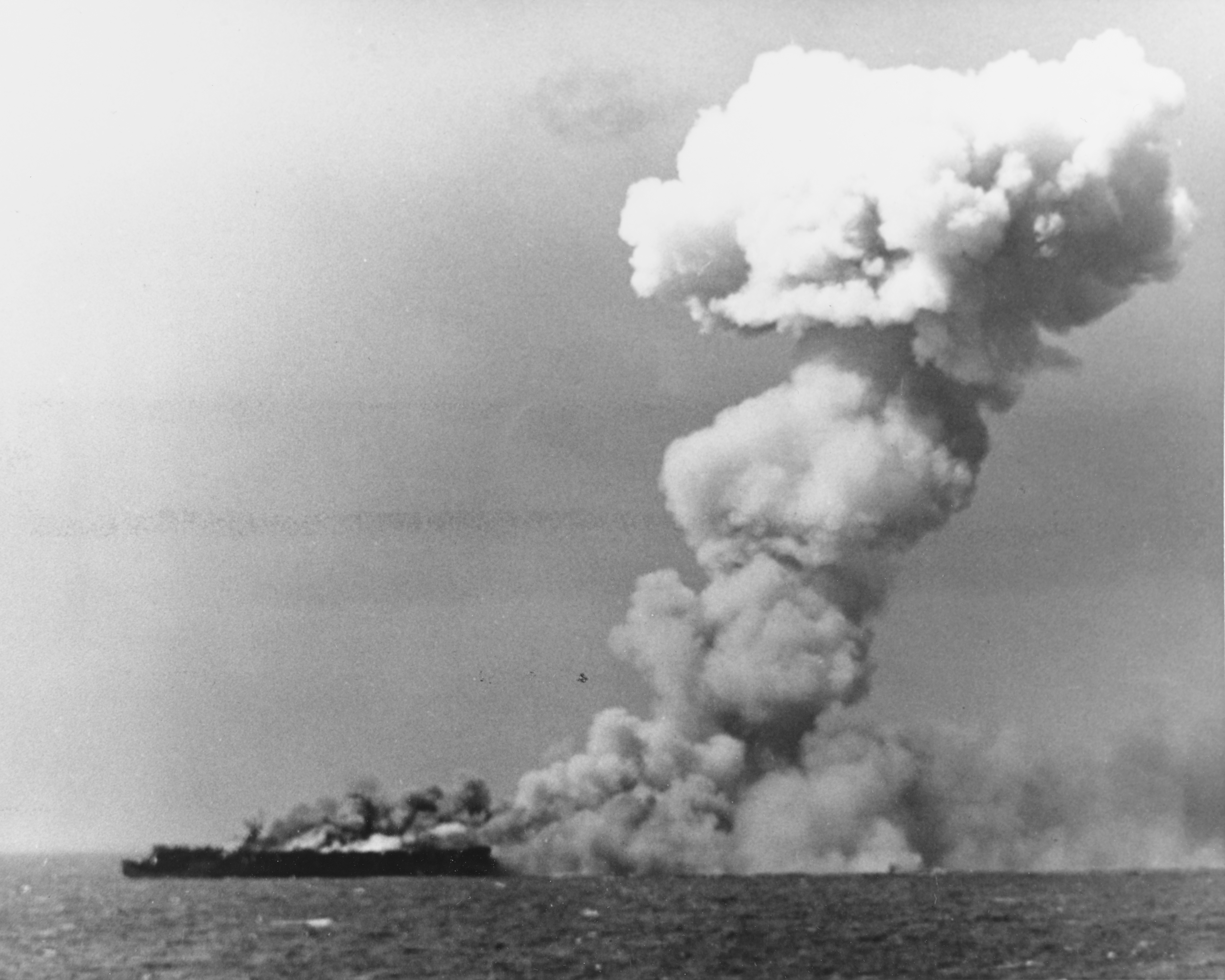
USS „Princeton” w ogniu, 24 października 1944

Zespół wiceadm. Shōji Nishimury zbliżał się okrężną drogą na spotkanie z siłami głównymi wicadm. Kurity. Aby dopłynąć w wyznaczone miejsce, musiał pokonać cieśninę Surigao. W tym rejonie miało nastąpić połączenie tego zespołu z grupą wiceadmirała Kiyohide Shimy. Amerykanie byli już uprzedzeni o marszu Japończyków – uznali co prawda, że zespół główny stracił już swą moc bojową, jednak wiedzieli o istnieniu jeszcze jednej, nienaruszonej atakami lotniczymi grupy okrętów japońskich. Lotniskowce w tamtym czasie odpływały zmierzyć się z groźniejszym w mniemaniu amerykańskich dowódców przeciwnikiem – lotniskowcami adm. Ozawy. Amerykańskie dowództwo, mimo optymizmu po atakach na zespół Kurity, chciało jednak zablokować cieśninę Surigao. Obawiano się scenariusza, jaki miał miejsce dwa lata wcześniej koło wyspy Savo w rejonie Guadalcanalu, gdy to japoński zespół Gun’ichi Mikawy zaskoczył amerykańskie okręty i zatopił 5 jednostek bez strat własnych. Wiedziano, że zespoły japońskie będą starały się przejść przez cieśninę w nocy.
Do tego zadania wyznaczono grupę pod dowództwem adm. Jessego B. Oldendorfa. Admirał Oldendorf miał pod swymi rozkazami grupę sześciu pancerników (USS „West Virginia”, USS „Maryland”, USS „Mississippi”, USS „Tennessee”, USS „California” i USS „Pennsylvania”) w osłonie sześciu niszczycieli w głównym zespole, od lewej flanki ubezpieczany był przez trzy ciężkie (USS „Louisville”, USS „Portland” i USS „Minneapolis”), dwa lekkie krążowniki (USS „Denver” i USS „Columbia”) i dziewięć niszczycieli. Prawa flanka była chroniona przez jeden ciężki (HMAS „Shropshire”) i dwa lekkie krążowniki (USS „Phoenix” i USS „Boise”) w eskorcie dwóch eskadr (24. i 54.) niszczycieli – w sumie 13 jednostek. Do tego dochodziła grupa 45 kutrów torpedowych. Amerykanie posiadali wyraźną przewagę nad oboma zespołami japońskimi, zarówno w liczbie, jak i jakości okrętów. Okręty US Navy były wtedy już standardowo wyposażane w radary lepsze od japońskich, a załogi były doskonale wyszkolone w prowadzeniu ognia według ich wskazań. W tym układzie paradoksalnym może wydawać się fakt, że zadanie wykonania głównych uderzeń adm. Oldendorf powierzył nie wielkim okrętom, lecz kutrom torpedowym i niszczycielom, dopiero po nich miały wejść do walki ciężkie działa pancerników. Jednak decyzja ta była podyktowana bardzo prostymi względami – jego pancernikom po ostrzeliwaniu pozycji japońskich na Leyte zostało niewiele amunicji i nie były one gotowe na długi bój, z dwoma co prawda, ale zawsze w pełni wyposażonymi, japońskimi okrętami liniowymi. Amerykański admirał ustawił swoje okręty tak, aby zablokować całą cieśninę i nie przepuścić żadnego wrogiego okrętu. Zakładano najpierw ataki torpedowe mniejszych jednostek, a dopiero po tym ewentualną walkę kolosów. Pancerniki miały być zostawione na sam koniec. Sam Oldendorf skomentował to krótko: „Nigdy nie dawaj cwaniakowi szansy. Jeśli jest tak szalony, aby zbliżyć się do mnie ze słabszymi siłami, to z pewnością nie zamierzam dać mu równej szansy” (Zbigniew Flisowski, Burza nad Pacyfikiem, tom 2).

#### Atak sił lekkich

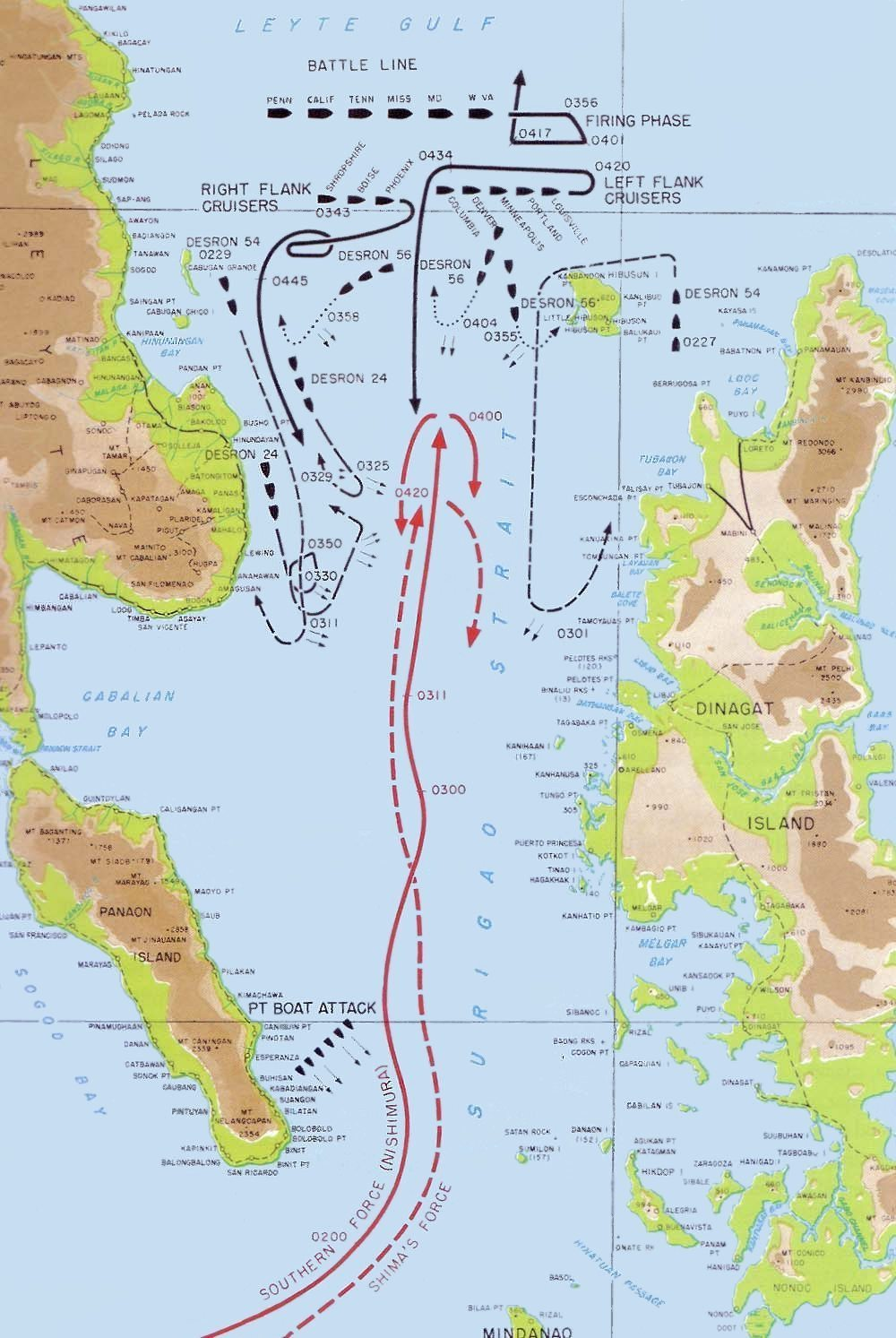
Bitwa w cieśninie Surigao. Kolor czerwony – siły japońskie, fioletowy – amerykańskie

Japończycy w trakcie marszu zostali wykryci przez lotnictwo amerykańskiej 5. Armii Powietrznej i około 9 zostali zaatakowani, szkody były niewielkie i ograniczyły się do niegroźnego trafienia pancernika „Fusō” i zniszczenia wieży działowej na niszczycielu „Shigure”. Po tym utracono z nimi kontakt na cały dzień. Ponowne nawiązanie kontaktu nastąpiło o godzinie 22.36. Wtedy to japońskie okręty pojawiły się na ekranach radarów kutrów torpedowych, a te natychmiast zwiększyły prędkość i ruszyły do ataku torpedowego. Okręty japońskie zareagowały włączeniem reflektorów i ostrzałem artyleryjskim. Kutry atakowały falami po kilka okrętów, w odstępach czasu. Ataki nie odniosły większych sukcesów, żaden z okrętów japońskich nie został trafiony, dziesięć kutrów zostało trafionych, a jeden wyrzucił się na brzeg. Warte odnotowania są – szeroko później opisywane – determinacja i poświęcenie Amerykanów. Ataki zakończyły się około 2.10. Nishimura mógł być zadowolony – żaden z jego okrętów nie został trafiony. Nadał meldunek, że posuwa się w głąb cieśniny, ale nie zna sił amerykańskich w tym rejonie. Wkrótce jednak zadowolenie to minęło. Po kutrach, do ataku zostały rzucone niszczyciele – 54. eskadra pod dowództwem Jessy’ego Cowarda. O 2.56 Japończycy, już nieco zmęczeni walką z kutrami, zobaczyli niszczyciele sunące do ataku torpedowego. Odpowiedzią japońską było zapalenie reflektorów i ogień artyleryjski. Niszczyciele wyrzuciły swoje torpedy w stronę japońskiego zespołu i, jak się okazało, były one celne. Jedna trafiła w pancernik „Yamashiro”, kilka innych ugodziło w „Fusō” i w trzy niszczyciele. „Fusō” po tym trafieniu stracił prędkość i odpadł od reszty zespołu. Uszkodzenia okazały się tak ciężkie, że o 3.38 okręt zatonął po eksplozji rozrywającej go na dwie części. Japończycy cały czas kontynuowali marsz w stronę cieśniny, tam zaś czekały na nich następne okręty amerykańskie i australijskie – grupa krążowników pod dowództwem kadm. Russela Berkeya i 24. eskadra niszczycieli. Okręty weszły do ataku około 3.20, postawiły zasłonę dymną i rozpoczęły atak torpedowy. „Yamashiro” został trafiony i zmniejszył czasowo prędkość, następne torpedy dobiły dryfujący po poprzednich trafieniach niszczyciel „Michishio”, który zatonął o 3.58. To uderzenie z prawej flanki zakończyło się chwilę przed 4. Po nim nastąpiło kolejne, tym razem z lewej flanki, skąd uderzała 56. eskadra niszczycieli. Okręty zbliżyły się i wyszły na pozycję do ataku torpedowego, po odpaleniu torped rozpoczęły odwrót pod ostrzałem japońskiego zespołu. Dwóm udało się ujść bez strat, jeden został trafiony. „Yamashiro” został trafiony czterokrotnie.

#### Atak pancerników
W tym czasie adm. Oldendorf szykował swoje okręty liniowe do otwarcia ognia w kierunku okrętów japońskich. Ustawił swoje okręty „w pozycji kreski nad T”, czyli w taki sposób, aby jego pancerniki mogły strzelać całymi salwami burtowymi, podczas gdy okręty japońskie mogły odpowiadać tylko z wież dziobowych. Przed pancernikami ustawił krążowniki, w efekcie doszło do takiej sytuacji, że ugrupowanie amerykańskie przyjęło kształt nie tyle linii prostej, owej poprzeczki nad literą T, ile bardziej półkola, czy półksiężyca. O 3.56 Amerykanie rozpoczęli ostrzał, gdy przeciwnik był na dystansie 15600 jardów, czyli 14 250 m, co dla dział pancerników mogących miotać pociski na odległość 30 km, jest dystansem nikłym. Zespół japoński dostał się pod silny ostrzał okrętów amerykańskich, Japończycy mimo tego nadal posuwali się w głąb cieśniny i odpowiadali na ogień. „Yamashiro” został wielokrotnie trafiony, o 4.00 Japończycy zmienili kurs na zachód i poczęli uchodzić z pola bitwy. „Yamashiro” zatonął o 4.19, a krążownik ciężki „Mogami” postrzelany wieloma pociskami wycofywał się. W tym samym czasie do cieśniny zbliżał się zespół wiceadmirała Kiyohide Shimy, mający spotkać się z resztkami zespołu nieżyjącego już w tym momencie wiceadm. Nishimury. Zespół wszedł w zasłonę dymną postawioną w trakcie wcześniejszych walk i w tym miejscu nastąpiło zderzenie się krążowników „Nachi” z zespołu wiceadm. Shimy i „Mogami” uchodzącego z rejonu walki. Zderzenie to wydaje się do dziś dziwne, ponieważ „Mogami” był doskonale widoczny, jako że palił się w wielu miejscach. Bitwa zbliżała się do końca, resztki zespołu Nishimury wycofywały się atakowane przez pojedyncze kutry torpedowe, Amerykanie wyławiali rozbitków, a po 7.00 dobili niszczyciel „Asagumo”. Wezwane zostało lotnictwo pokładowe, które około godziny 9.00 dobiło ciężko uszkodzony krążownik „Mogami”, a o 12.42 zatopiło krążownik lekki „Abukuma”, trafiony wcześniej torpedą z kutra. Z całego zespołu wiceadm. Nishimury pozostał tylko niszczyciel „Shigure”.

### Bitwa koło wyspySamar

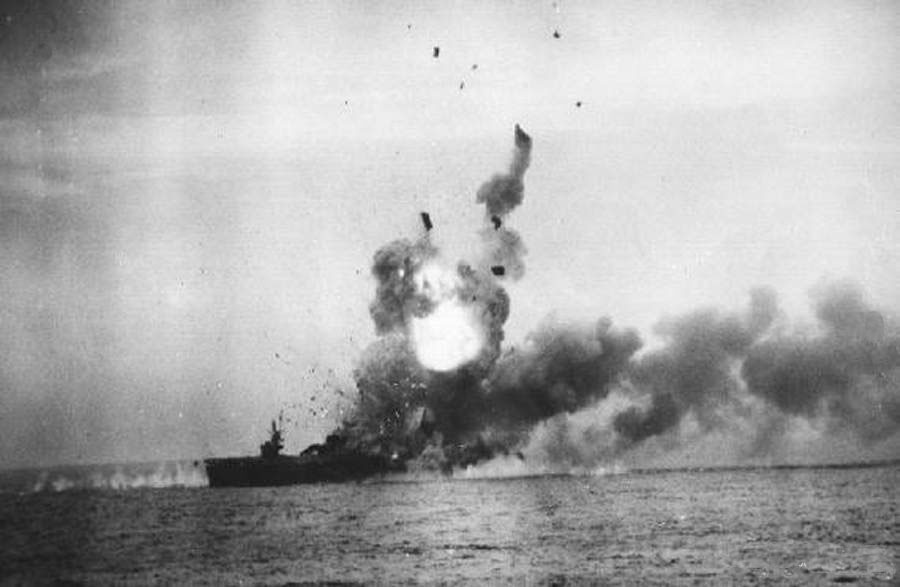
USS „St. Lo” eksploduje po trafieniu przez samolot kamikaze, 25 października 1944

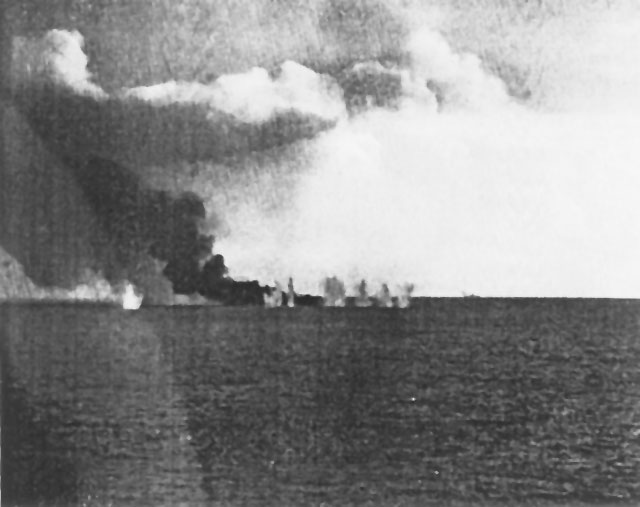
Amerykański lotniskowiec eskortowy USS „Gambier Bay” płonie po trafieniu przez kilka salw japońskich krążowników podczas bitwy koło wyspy Samar. Zdjęcie wykonano tuż przed jego zatonięciem 25 października 1944

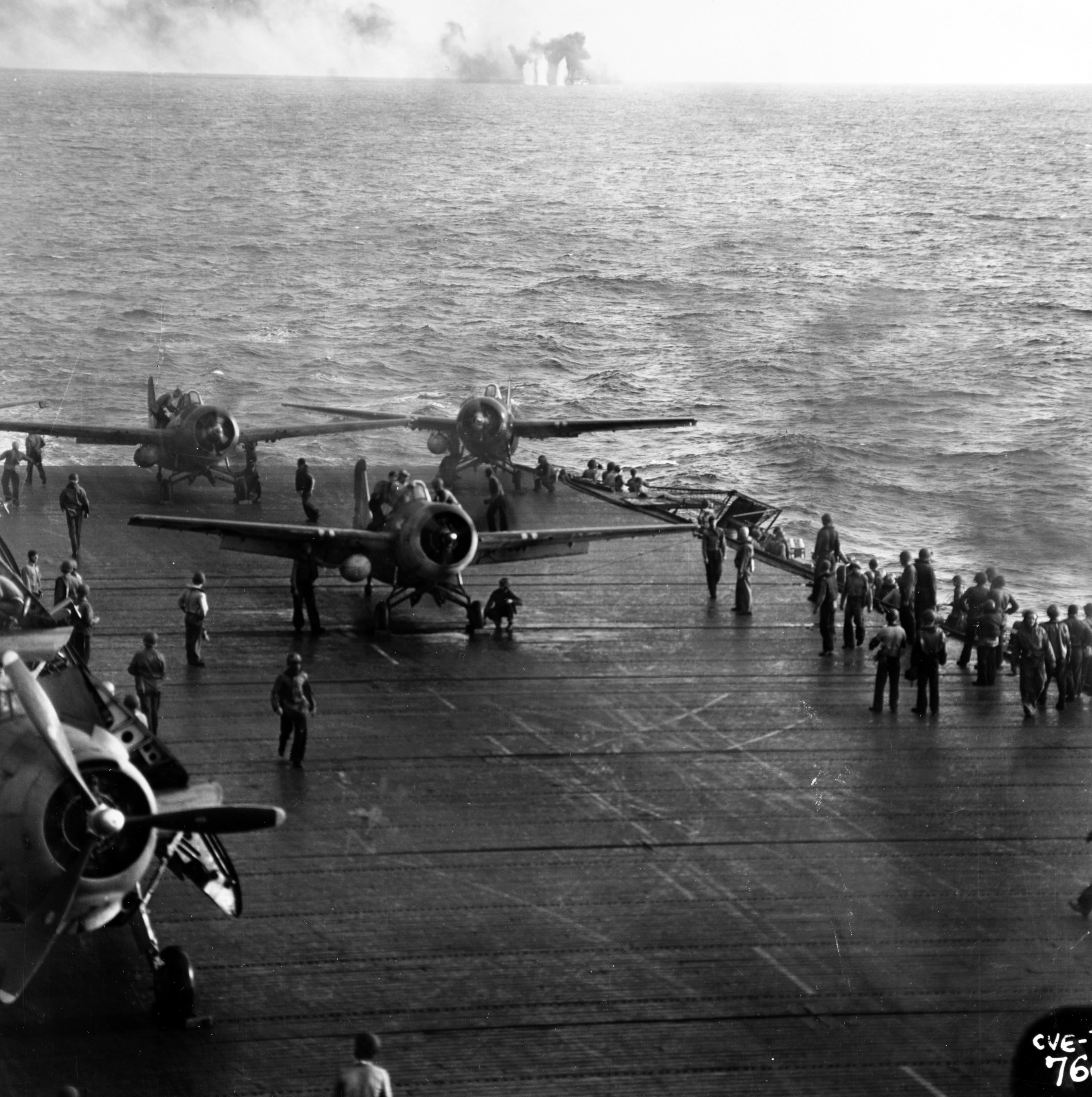
Załoga lotniskowca USS „Kitkun Bay” przygotowuje do startu myśliwce FM-2 Wildcat podczas bitwy koło wyspy Samar. Na lewo widoczny jest samolot torpedowy TBF Avenger, zaś za lotniskowcem w oddali widoczne są spadające do wody japońskie pociski koło lotniskowca USS „White Plains”, 25 października 1944

W czasie gdy okręty zespołu wiceadmirała Nishimury już w większości spoczywały na dnie morza, wiceadm. Kurita uparcie dążył ze swoimi okrętami do bitwy z flotą amerykańską. Zespołowi jak na razie, poza stratami na morzu Sibuyan, udało się zrealizować zamierzenia, przeszedł przez cieśninę San Bernardino jak zakładano i szedł na spotkanie z flotą amerykańską. Na jego drodze znalazł się zespół lotniskowców eskortowych pod dowództwem kontradmirała Cliftona Sprague’a. Zespół ten nazwany był Taffy 3. Oba zespoły zauważyły się około 7 nad ranem i obie strony były kompletnie zaskoczone wzajemnym natrafieniem na siebie. Reakcja amerykańska była natychmiastowa, lotniskowce wyrzuciły samoloty do ataku na wroga i rozpoczęły odwrót. Samolotom kazano atakować w taki sposób, by maksymalnie utrudnić japońskiemu zespołowi ostrzeliwanie i zniszczenie lotniskowców, dodatkowo położona została zasłona dymna. Przewaga japońska w liczbie, kalibrze dział, jak i opancerzeniu okrętów była wręcz miażdżąca, mieli na pokładach łącznie 9 dział kalibru 460 mm, 8 dział 410 mm, 16 dział 356 mm, nie licząc dział ciężkich krążowników i artylerii pomocniczej. Japończycy zrobili to, co powinni, a mianowicie natychmiast po odkryciu zespołu położyli się na kurs zbliżeniowy i po zredukowaniu odległości rozpoczęli ostrzał artyleryjski. Samoloty atakujące zespół japoński miały nieco ułatwione zadanie jeśli chodzi o trafienie we wrogie okręty z tego względu, iż Japończycy manewrowali przede wszystkim aby zbliżyć się do okrętów, a poza tym po pewnym czasie w ich szyki wdarło się zamieszanie. Amerykańskie okręty eskorty – niszczyciele i niszczyciele eskortowe o 7.10 rozpoczęły bitwę z zespołem japońskim, chcąc odciągnąć go możliwie daleko od lotniskowców. O 7.13 zespół wszedł w szkwał deszczowy, który do pewnego stopnia ukrył go. Najpierw zaatakowały trzy niszczyciele USS „Johnston”, USS „Heermann” i USS „Hoel”. Wyznaczono im zadanie ataku torpedowego na krążowniki ciężkie, jako że te mając dużą przewagę prędkości już zrównywały się z lotniskowcami. „Johnston” zaszarżował na krążownik „Kumano” i trafił go torpedą, powodując jego wyjście z szyku i stratę prędkości. W rewanżu otrzymał kilka trafień pociskami kal. 356, 203 i 152 mm, które zdemolowały nadbudówki i poszarpały okręt, jednak udało mu się przeżyć. Następny „Hoel” wykonał podobny manewr usiłując trafić torpedami pancernik „Kongō”, ten jednak uniknął wszystkich, w zamian trafiając niszczyciel 356-milimetrowym pociskiem w pomost, niszcząc jego łączność, potem w rufę blokując ster. Po odblokowaniu, „Hoel” odpalił drugą salwę torped, tym razem w kierunku krążownika „Haguro” (nie wiadomo, czy skutecznie, gdyż po wojnie Japończycy zaprzeczyli, jakoby został on wtedy trafiony). Okręt szedł na zbliżenie z zespołem japońskim, cały czas strzelając z dział, okręty japońskie zasypały go pociskami – otrzymał 40 trafień pociskami kalibru 127, 152, 203, 356, a nawet 460 mm i zatonął o 8.55. „Heermann” nie wziął udziału w tych atakach, ponieważ rozkaz kadm. Sprague’a nie dotarł do niego wskutek wadliwej łączności. Został skierowany do drugiego ataku przeprowadzonego przez niszczyciele eskortowe. Atak rozpoczął się o 7.42, okręty weszły do akcji strzelając i zygzakując dla uniknięcia trafień. „Heermann” osiągnął w nim dużo, a mianowicie nie trafił co prawda przeciwnika torpedami, jednak prawdopodobnie jego torpedy zmusiły pancernik „Yamato” do zmiany kursu, tak że nie zdołał już wyjść na skuteczną pozycję artyleryjską. Atakujące niszczyciele eskortowe napotkały barierę ognia, USS „Samuel B. Roberts” atakował torpedami krążownik „Haguro”, jednak bez rezultatu, w odpowiedzi inne okręty japońskie trafiły go wieloma pociskami i w efekcie doprowadziły do zatopienia. Plusem może być fakt, że akcja ta pomogła samolotom, które trafiając „Haguro” wyłączyły mu z akcji wieżę numer 2. Ogólnie rzecz biorąc atak niszczycieli eskortowych był przeprowadzony w sposób niezorganizowany i nieco chaotyczny, z tego powodu przyniósł niewielkie skutki. Niszczyciele, po wyczerpaniu zapasu torped, wycofywały się w kierunku lotniskowców eskortowych równocześnie osłaniając je zasłoną dymną.
Około 8.40 Japończycy zrównali się z lotniskowcami i rozpoczęła się walka lotniskowców z zespołem japońskim. Lotniskowce uzbrojone były w jedno działo kal. 127 mm i artylerię małego kalibru, w otwartej bitwie artyleryjskiej nie miały, praktycznie rzecz biorąc, żadnych szans z potężnymi pancernikami, jednak walka potoczyła się w dość niespodziewany sposób. Okręty te mimo słabszego uzbrojenia odstrzeliwały się jak mogły, miały za sobą jeden plus. Japończycy byli tak skoncentrowani na zbliżaniu się i doganianiu zespołu amerykańskiego, że nie mogli składnie i szybko manewrować, unikając ostrzału i ataków powietrznych, co już wyszło wcześniej podczas ataku na krążownik „Haguro”. Dodatkowym atutem Amerykanów był fakt, że byli w obszarze szkwału deszczowego, a Japończycy mieli radary nie najlepszej jakości, podczas gdy oni sami mieli sprzęt radiolokacyjny na wysokim poziomie. Jednocześnie Japończycy zauważyli kolejną grupę lotniskowców eskortowych. Kurita wysłał przeciwko tamtej grupie okręt liniowy potężną, ale starą „Harunę”. Podczas gdy „Haruna” odpalała pierwsze pociski ze swoich wież dziobowych, Japończycy zbliżyli się gwałtownie i już około godziny 9 prowadzili ostrzał z dystansu 10000 metrów, lotniskowce odpowiadały ogniem i osiągały trafienia. USS „Kalinin Bay” trafił trzykrotnie, a USS „White Plains” sześciokrotnie trafił krążownik „Chōkai”. Lotniskowiec USS „Gambier Bay” miał mniej szczęścia, był mocno ostrzeliwany i wielokrotnie trafiony już od godziny 8, w efekcie tego ostrzału przemienił się w płonący wrak i zatonął o 9.11. W tym czasie nastąpił atak niszczyciela „Johnston” na grupę niszczycieli japońskich wspartą przez krążownik „Yahagi”. Atak zakończył się zniszczeniem okrętu amerykańskiego ogniem artyleryjskim i jego zatonięciem o 10.10 z ponad połową załogi.
Dowódca drugiej grupy lotniskowców eskortowych na wieść o ataku ciężkich okrętów japońskich na Taffy 3 ściągnął wszystkie samoloty, w tym czasie atakujące cele na wyspach, na pokłady, w celu wysłania ich do ataku na zespół japoński. Do godziny 8 wysłano w powietrze 79 samolotów, o 8.33 dodatkowe 24, grupy te rozpoczęły atak na zespół japoński utrudniając mu atakowanie lotniskowców eskortowych i zadając mu straty. Trafiono torpedą krążownik ciężki „Chikuma”, po nim zaatakowany został „Chōkai”, który następnie zatonął o 9.30. Trafione też zostały krążowniki ciężkie „Suzuya” i Kumano. W tej sytuacji, widząc rosnące straty od ataków powietrznych i małą skuteczność pościgu, Kurita powziął decyzję o wycofaniu się z walki. Bitwa dobiegła końca. Krążownik „Chikuma” musiał zostać dobity torpedą; część załogi z niego przejął niszczyciel „Nowaki”, który jednak sam został po północy zatopiony przez amerykańskie okręty przed cieśniną San Bernardino.

### Bitwa u przylądka Engaño

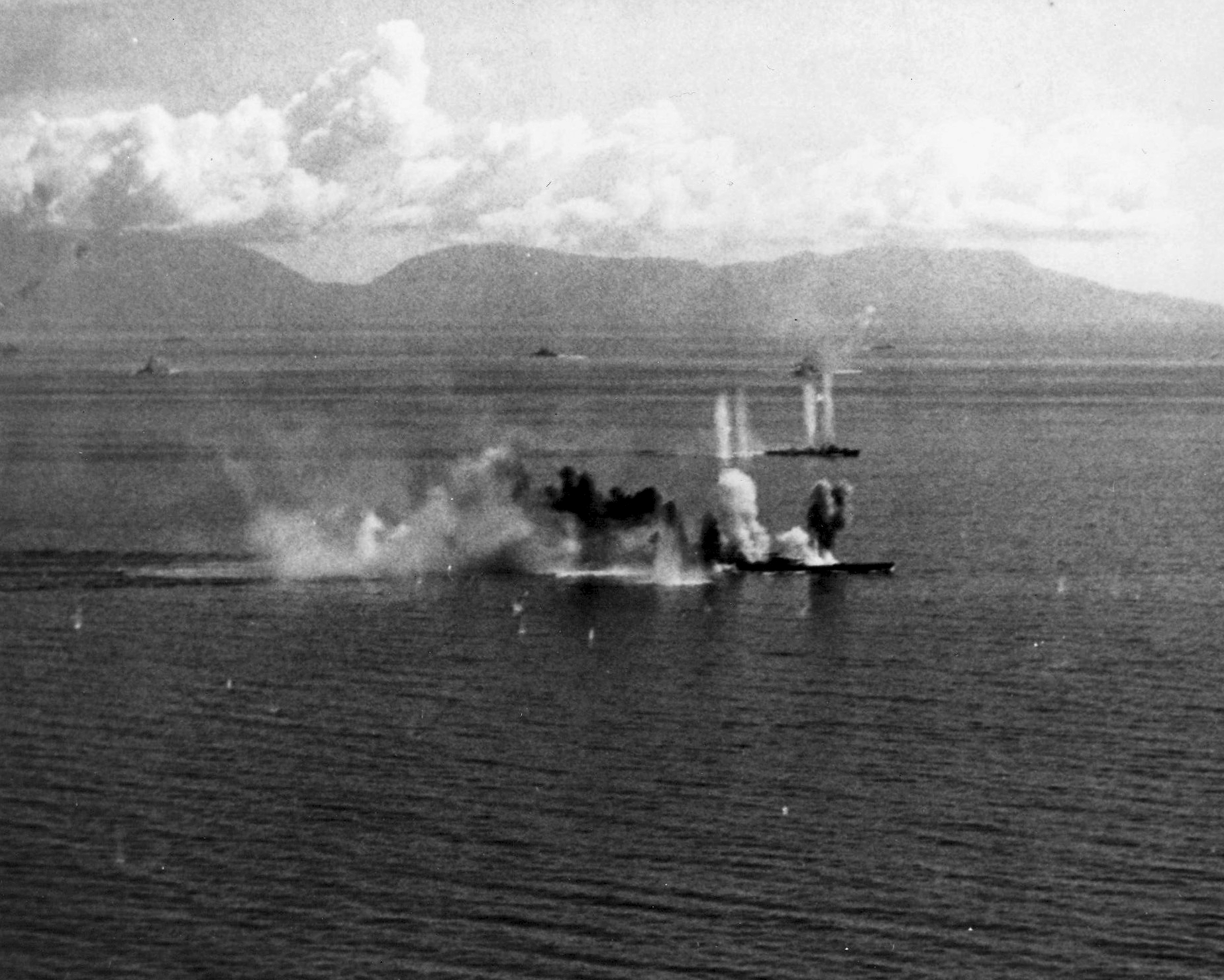
Pancernik „Musashi” podczas ataku samolotów z Task Force 38 na Morzu Sibuyan, 24 października 1944

Zespół lotniskowców wiceadmirała Ozawy został wysłany jako przynęta mająca odciągnąć lotnictwo amerykańskie od sił wiceadmirała Kurity. Grupa ta wypłynęła 20 października z bazy Kisaragi i zmierzała w stronę Filipin. Cztery lotniskowce i dwa pancerniki, wyposażone w małe pokłady startowe, zabrały łącznie 116 samolotów, planowano wykonanie ataku powietrznego na lotniskowce amerykańskie, jednak zdawano sobie doskonale sprawę, że wyszkolenie pilotów jest tak słabe, że mało który wróci po tym ataku na pokłady okrętów. Czasy świetności japońskiego lotnictwa pokładowego już bezpowrotnie minęły, poprzednia bitwa na Morzu Filipińskim zakończyła się rzezią pilotów i załóg. Ozawa dobrze wiedział, że piloci w trakcie 30 godzin szkolenia nie byli w stanie nauczyć się wiele. Przewidywano jednakże ewentualne lądowanie tych, którzy ocaleją, na lotniskach filipińskich. Zakładano, że w początkowej fazie zespół ma pozostać niewykryty przez nieprzyjaciela, dopiero 24 października miał ukazać się Amerykanom. Tak też się stało.
Od rana wysyłano w eter sygnały radiowe, aby stacje nasłuchowe mogły łatwiej namierzyć okręty japońskie. Około 8 rano Ozawa otrzymał meldunek o wykryciu sił amerykańskich, ostateczny potwierdzający przyszedł o godzinie 11.15 i mówił o okrętach wroga o 180 mil od zespołu. O 11.45 Ozawa wyrzucił powietrzne uderzenie w kierunku lotniskowców amerykańskich. W powietrze uniosło się 40 myśliwców, 28 bombowców nurkujących, 6 samolotów torpedowych i 2 rozpoznawcze. Atak ten przyszedł w bardzo niekorzystnym dla Amerykanów momencie, gdyż po ataku japońskiego lotnictwa lądowego, zakończonym śmiertelnym uszkodzeniem lotniskowca USS „Princeton”. Mimo sprzyjających warunków i zamieszania w zespole amerykańskim, fala japońskich samolotów pokładowych nie osiągnęła żadnych sukcesów. Artyleria przeciwlotnicza i bojowe patrole powietrzne zestrzeliły w sumie 43 samoloty, 30 wylądowało na lotniskach filipińskich a 3 powróciły na okręty. Amerykanie już wiedzieli o obecności japońskich lotniskowców. O 15.00 znali już pozycję i siłę zespołu japońskiego, nie wyprowadzili jednak jeszcze uderzenia powietrznego tylko śledzili okręty japońskie z zamiarem zaatakowania ich następnego dnia. Co najciekawsze, doskonale
wiedzieli o marszu zespołu pancerników wiceadmirała Kurity, na który wykonali powietrzne uderzenia. Uznali jednak, że paradoksalnie, to zespół lotniskowców Ozawy jest największym zagrożeniem. 

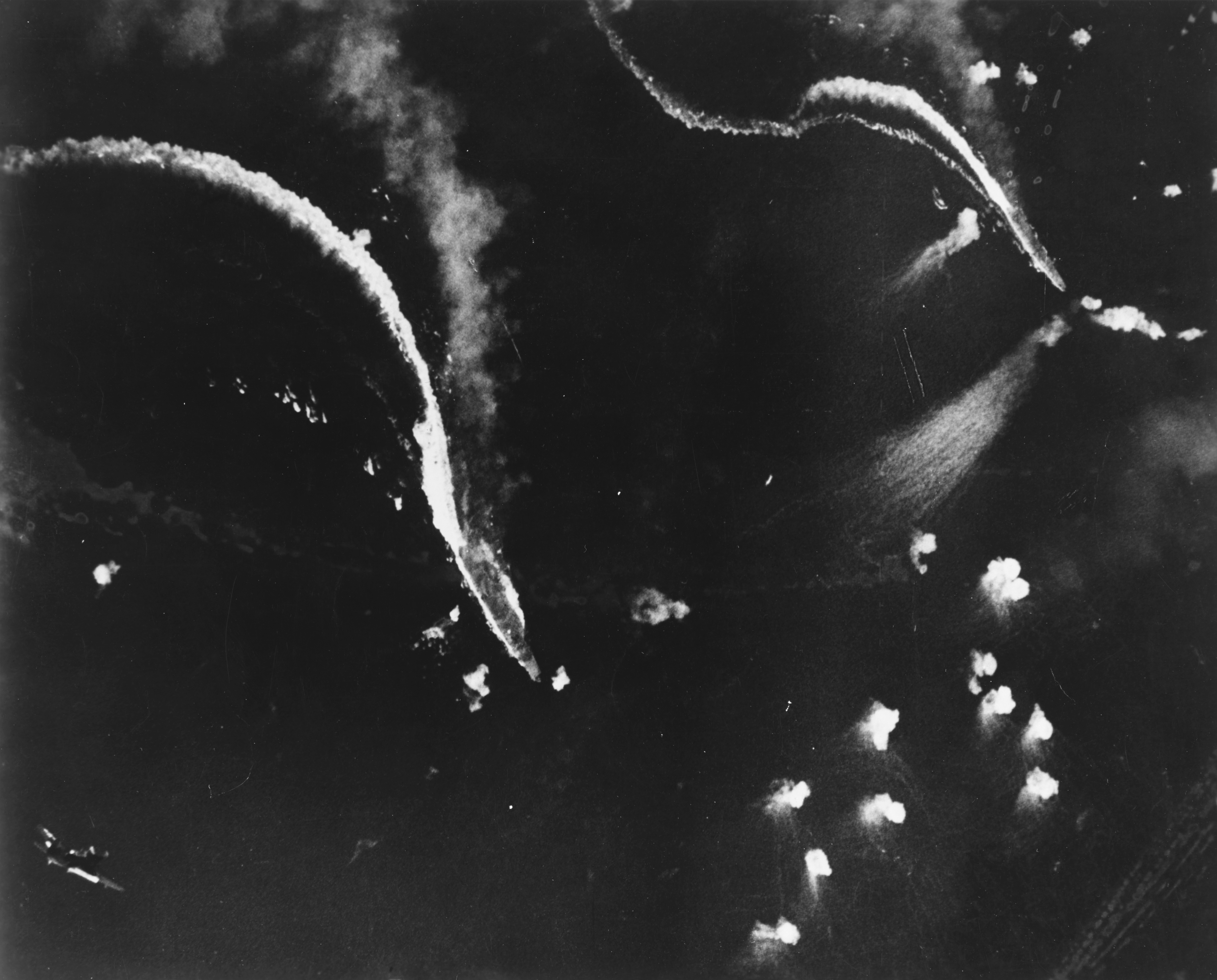
„Zuikaku” i prawdopodobnie „Zuihō” pod bombami amerykańskich samolotów podczas bitwy koło przylądka Engaño. W lewym dolnym rogu widoczny jest nurkujący bombowiec SB2C Helldiver, 25 października 1944

Dowódcą zespołu amerykańskiego został mianowany wiceadmirał Marc Mitscher, pod jego dowództwo oddano dziesięć lotniskowców mających na swych pokładach łącznie 780 samolotów. W nocy z 24 na 25 października cały czas poszukiwał zespołu japońskiego, z którym utracono kontakt. Pierwszy meldunek otrzymał około 2 w nocy. Meldunki mówiły o okrętach w odległości 205 mil od przylądka Engaño. Meldunek został wadliwie przetransmitowany. Mitscher wywnioskował z tego, że Ozawa znajduje się o 90 mil od jego zespołu, podczas gdy był odległy o 210 mil. O 6 rano wyrzucił w powietrze samoloty, nie mając jeszcze meldunku o pozycji przeciwnika, co było o tyle wygodne, że skracało czas reakcji i dawało możliwość szybszego uderzenia na lotniskowce japońskie. Wadą było to, że samolotom mogło zabraknąć paliwa w trakcie krążenia nad okrętami. Samoloty krążyły jeszcze przez półtorej godziny, aż o 7.35 otrzymano w końcu meldunek określający pozycję Japończyków. Samoloty osiągnęły ten rejon około 8 i wtedy rozpoczął się atak. Naloty trwały z przerwami do około 16, w efekcie zatopiono wszystkie cztery lotniskowce japońskie i niszczyciel „Akizuki”. Krążownik lekki „Tama” został ciężko uszkodzony, później dobił go okręt podwodny USS „Jallao”.

## Podsumowanie
Czterodniowa, największa w historii bitwa morska, złamała trzon floty japońskiej i rozpoczęła okres jej upadku. Bitwa ta stała się momentem zwrotnym dla Japonii. Flota cesarska utraciła porty, z których mogłaby operować, okręty, których mogłaby użyć i brakowało już jej paliwa na jakiekolwiek działania. W bitwie wzięło udział 216 okrętów amerykańskich i 2 australijskie przeciwko 64 japońskim. Japończycy utracili 3 pancerniki, 4 lotniskowce, 6 ciężkich i 4 lekkie krążowniki oraz 9 niszczycieli. Amerykanie stracili 1 lotniskowiec i 2 lotniskowce eskortowe, 5 niszczycieli, 2 kutry torpedowe i 2 okręty podwodne. Dla Amerykanów te straty nie były wielkie, dla Japończyków były nie do odrobienia.